# بانكاج ميشرا
بانكاج ميشرا (بالإنجليزية: Pankaj Mishra)‏ هو ناقد أدبي ومؤلف وصحفي وكاتب هندي، ولد في 1969 في جانسي في الهند.

## وصلات خارجية
- الموقع الرسمي
- بانكاج ميشرا على موقع مونزينجر (الألمانية)
- بانكاج ميشرا على موقع ديسكوغز (الإنجليزية)